# Психотерапия
Психотерапи́я (от др.-греч. ψυχή «душа, дух» + θερᾰπεία «уход, лечение») — основной метод психологической коррекции, осуществляемый психотерапевтом, в общем виде представляющий собой набор техник и методик, применяемых психотерапевтом для проведения изменений психоэмоционального состояния человека, его поведения и коммуникативных паттернов, улучшения его самочувствия и улучшения способности к адаптации в социуме; различные системы (модальности, теории) лечебного воздействия на психику и через психику на организм человека. Часто определяется как деятельность, направленная на избавление человека от различных проблем (эмоциональных, личностных, социальных и т. п.). Проводится, как правило, специалистом-психотерапевтом путём установления глубокого личного контакта с пациентом (часто путём бесед и обсуждений), а также применением различных когнитивных, поведенческих, медикаментозных и других методик. Однако такое определение не является полным.
Следует отличать понятие психотерапии как от психиатрии, так и от психологии. Психотерапия может быть разновидностью или составляющей частью психиатрического лечения (и описываться в учебниках по психиатрии, рекомендоваться психиатрам для использования), но психиатрическое лечение часто ею не ограничивается (либо в ряде случаев, например при острых психозах, вообще может сводиться лишь к медикаментозному лечению), она носит главным образом компенсаторный характер.
Сложным является вопрос о соотношении и разграничении психотерапии и психологического консультирования. По этому поводу существуют разнообразные точки зрения. В частности, утверждается, что психотерапия представляет собой глубокую долговременную работу, нацеленную на изменения в структуре личности, а психологическое консультирование, как правило, является краткосрочным и направлено на достижение клиентами их жизненных актуальных целей. В отличие от психологического консультирования, психотерапия рассчитана обычно на помощь людям с психическими расстройствами.
Психологическое консультирование исходит из презумпции психического здоровья и используется для оказания помощи людям в решении проблем психологического характера в различных сферах жизни человека и сообществ — семье, отношениях, работе, бизнесе, политике, учёбе, спорте, экстремальных видах деятельности, массовых коммуникациях, социальных процессах, культуре, науке, искусстве и т. д.
Многие авторы отмечают, что провести чёткую грань между психологическим консультированием и психотерапией невозможно и граница между ними является условной. Нередко эти два термина используются ошибочно как синонимы.

## Определение понятия
На сегодняшний день в мире не существует единого взгляда на определение понятия «психотерапия». Но благодаря усилиям Европейской психотерапевтической ассоциации в европейских странах проводится большая работа по стандартизации законодательной базы Евросоюза согласно определению психотерапии в рамках Страсбургской декларации. Этот документ лаконично и точно определяет современное понятие психотерапии:

Страсбургская декларация:
1. Психотерапия является особой дисциплиной, занятие которой представляет собой свободную и независимую профессию.
2. Психотерапевтическое образование требует высокого уровня теоретической и клинической подготовленности.
3. Гарантированным является разнообразие терапевтических методов.
4. Образование в области одного из психотерапевтических методов должно осуществляться интегрально; оно включает теорию, личный терапевтический опыт и практику под надзором; одновременно приобретаются широкие представления о других методах.
5. Доступ к такому образованию возможен при условии широкой предварительной подготовки, в частности в области гуманитарных и общественных наук.

Европейская психотерапевтическая ассоциация (EAP). Страсбург, 21 октября 1990 г.
Оригинальный текст (англ.)
Strasbourg Declaration on Psychotherapy of 1990
In accordance with the aims of the World Health Organisation (WHO), the non-discrimination accord valid within the framework of the European Union (EU) and intended for the European Economic Area (EEA), and the principle of freedom of movement of persons and services, the undersigned agree on the following points:
1. Psychotherapy is an independent scientific discipline, the practice of which represents an independent and free profession.
2. Training in psychotherapy takes place at an advanced, qualified and scientific level.
3. The multiplicity of psychotherapeutic methods is assured and guaranteed.
4. A full psychotherapeutic training covers theory, self-experience, and practice under supervision. Adequate knowledge of various psychotherapeutic processes is acquired.
5. Access to training is through various preliminary qualifications, in particular human and social sciences.

Strasbourg, October 21st, 1990
Источник: http://www.europsyche.org/eap/information.asp

## История
В истории психотерапии выделяются донаучный (до XIX века) и научный периоды.
В первой половине XIX века в Европе было широко распространено учение Месмера. В 1841 году выступление месмериста посетил британский учёный Брэд. Продемонстрированное явление его заинтересовало, и он стал проводить собственные опыты. Брэду удалось усыпить своего знакомого посредством фиксации его взгляда. Продолжив опыты по исследованию явления, названного им гипнозом, Брэд изложил их результаты в книге «Неврогипнология» (1843). В 1860 году с описанием метода Брэда познакомился французский врач Льебо. Льебо продолжил исследования гипноза и предложил использовать для погружения пациента в сон голосовое внушение. Свои выводы Льебо изложил в 1866 году в книге «Сон и подобные ему состояния…». В 1882 году французский врач Дюмон решил применять словесное внушение во время гипнотического сеанса для лечения пациентов психиатрического приюта. Он пригласил к сотрудничеству Льебо; их совместная работа привлекла внимание профессора Бернгейма, который в своей клинике ввёл гипноз в широкое применение. Гипноз стал началом научной психотерапии.
Впервые термин «психотерапия» введён в конце XIX века английским врачом Дэниэлом Хаком Тьюком (англ. Tuke, Daniel Hack). В опубликованной им в 1872 году книге «Иллюстрация влияния разума на тело» (англ. Illustrations of the Influence of the Mind upon the Body) одна из глав названа «Психотерапия» (англ. Psychotherapeutics). Этим словом называлось терапевтическое действие, которое дух пациента мог иметь в отношении тела пациента благодаря влиянию врача.

## Направления и школы психотерапии
В настоящее время существует ряд направлений в психотерапии, которые основываются на различных положениях основных направлений психологии:
- когнитивное (когнитивная психотерапия), основанное на когнитивном подходе в психологии;
- поведенческое (поведенческая психотерапия), которое основано на психологии бихевиоризма;
- рационально-эмоционально-поведенческая терапия, близкая к когнитивной психотерапии, но использующая также поведенческие аспекты;
- динамическое (психоанализ), которое основано на глубинной психологии;
- гуманистическое (клиент-центрированная психотерапия — К. Роджерс, разговорная психотерапия, соматический подход, духовный подход), связанное с гуманистической психологией;
- экзистенциальная терапия — сформированная как приложение идей экзистенциальной философии к психологии и психотерапии, ставящее целью подвести пациента к осмыслению своей жизни, осознанию своих жизненных ценностей и изменению своего жизненного пути на их основе с принятием полной ответственности за свой выбор. Включает как один из видов логотерапию, основанную на поиске и анализе смыслов существования;
- гештальт-терапия — гуманистическое направление, основанное на экспериментально-феноменологическом и экзистенциальном подходах;
- психодрама — направление, использующее драматическую импровизацию для изучения внутреннего мира клиента, позволяющее развивать спонтанность, лучше осознавать свой ролевой репертуар и выявлять и разрешать ролевые конфликты. Основатель — Я. Морено;
- транзактный анализ — направление, основанное на идее о том, что человек общается и действует из одного из «Эго-состояний» (Ребёнок, Взрослый, Родитель). Взаимодействие между двумя людьми, каждый из которых находится в каком-то «Эго-состоянии» называется «транзакция». Самоотношение человека также рассматривается через призму внутренних взаимодействий «Эго-состояний» Родителя, Взрослого и Ребёнка. Основатель — Э. Берн;
- персонифицированная психологическая помощь.

На данный момент существует большое количество направлений психотерапии. Нередко их пытаются классифицировать по каким-либо признакам, выделяя большие группы:
- По количеству участников:
  1. Индивидуальная психотерапия.
  2. Групповая психотерапия.
- По задачам:
  1. Поисковая психотерапия.
  2. Корректирующая психотерапия.
- По целям:
  1. Процессуальная психотерапия.
  2. Целеориентированная психотерапия.
- По степени теоретического обобщения:
  1. Аналитическая психотерапия.
  2. Феноменологическая психотерапия.
- По роли, которую занимает терапевт:
  1. Директивная психотерапия.
  2. Недирективная психотерапия.
- По отношению решаемой проблемы к медицинским (в том числе психопатологическим) понятиям:
  1. Клиническая психотерапия.
  2. Неклиническая психотерапия.
- По применяемым для терапии областей и видов деятельности:
  1. Основанная на использовании искусства и творчества — арт-терапия.
  2. На основе использования игровой деятельности — игровая психотерапия.

Существуют и другие классификации.

## Клиническая психотерапия
Клиническая (медицинская) психотерапия — направление психотерапии (часть медицины), основанное на материалистическом подходе, где биологическому фактору развития заболевания отводится определяющая роль, соответственно лечение осуществляется с учётом клинической картины, дифференциальной диагностики, продуманной системы показаний-противопоказаний.
К методам клинической психотерапии относят гипноз; прогрессивную мышечную релаксацию Джекобсона, аутогенную тренировку Шульца, рациональную психотерапию Дюбуа[страница не указана 739 дней]; терапию подростковых акцентуаций А. Е. Личко; методы поведенческой психотерапии: сочетательно-рефлекторная терапия В. М. Бехтерева и метод угашения условной связи А. М. Свядоща; клиническую психотерапию соматических и сексуальных расстройств, неврозов и др., также к методам клинической психотерапии можно отнести технологию биологической обратной связи (БОС) и метод десенсибилизации и переработки движением глаз (ДПДГ).
Клинический подход в целом объединяет в себе традиции классической психиатрии, позволяет решать проблемы диагностики и реабилитации пациентов, направлен на активацию их потенциальных резервов в адаптации и приспособлении.

## Психотерапия и религия
Вслед за оформлением психотерапии в самостоятельную дисциплину встал вопрос о её отношении к религии. Если Зигмунд Фрейд относился к религии отрицательно и противопоставлял её психоанализу, то уже коллега Фрейда Карл Юнг выступил с призывом объединения усилий психотерапевтов и священников в деле врачевания человеческой души, подчёркивая, что сфера приложения психотерапии и религии фактически перекрещивается:

Что представляют собой все религии? Религии — это системы психотерапии. Чем же занимаемся мы, психотерапевты? Мы пытаемся избавить от страданий человеческое сознание, psyche или, быть может, душу, но ту же проблему решают и религии. Поэтому сам наш Господь является целителем; он лекарь; он лечит болезнь и врачует душевный недуг; а это как раз то, что мы называем психотерапией.— Юнг К. Г. Исследование процесса индивидуации //  Тэвистокские лекции : пер. с англ. / К. Г. Юнг. — М. : Рефл-бук ; К. : Ваклер, 1998. — С. 183.
Важным шагом в направлении синтеза религиозных учений с психотерапией стало классическое произведение «Психоанализ и религия» Э. Фромма, в котором лидер школы «философов от психологии» дал развёрнутое обоснование положения о том, что религия и психоаналитическая терапия преследуют одну и ту же цель:

Основатели всех великих восточных и западных религий считали высшей целью жизни заботу о человеческой душе и раскрытие сил любви и разума. Психоанализ не представляет здесь какой-то угрозы, напротив, он во многом способствует достижению этой цели. — Фромм Э. Психоанализ и религия // Сумерки богов. М. :  Политиздат, 1990. — С. 208.

В качестве врачевателя души аналитик занимается теми же проблемами, что и философия, и теология — душой человека и её исцелением. — Фромм Э. Психоанализ и религия // Сумерки богов. М. :  Политиздат, 1990. — С. 148.
Эта точка зрения не получила, однако, всеобщего признания. Её отрицал, например, создатель логотерапии Виктор Франкл, подчёркивая, что, в противоположность задачам психотерапии, целью религии является не исцеление, а спасение души. В настоящее время вопрос о соотношении психотерапии и религии всё ещё остаётся спорным. Одни авторы считают необходимым и плодотворным включение религиозных учений в теорию и практику психотерапии, тогда как другие решительно отрицают такую возможность. В России эта полемика широко представлена, например, на сайте издательства «Свет Православия» Макариев-Решемского монастыря, а также в журнале «Консультативная психология и психотерапия».

## Термин «психотерапевт» и его значения
Слово «психотерапевт» часто используется в разных смыслах.
Так, приказ Минздрава РФ определяет специальность «врач-психотерапевт». Это человек с высшим медицинским образованием по специальности «лечебное дело», получивший подготовку по специальности «психиатрия» и дальнейшую подготовку по психотерапии. Для краткости таких специалистов часто и называют просто «психотерапевт». В РФ лицо, не имеющее высшего медицинского образования, с юридической точки зрения не имеет право быть врачом-психотерапевтом. Тем не менее, например, в законе города Москвы от 7 октября 2009 года № 43 «О психологической помощи населению в городе Москве» предусматривается такой вид оказания психологической помощи, как «психотерапия (немедицинская)», но положения этого закона «не распространяются на отношения в сфере оказания психиатрической и медицинской психотерапевтической помощи гражданам». Таким образом, с точки зрения закона, специалист-психолог, оказывающий психологическую помощь в Москве и не работающий в системе здравоохранения, может применять психотерапию (немедицинскую).
Кроме того, в России действуют немедицинские образовательные учреждения, реализующие учебные программы по направлениям психотерапии (как в форме магистратуры по направлению «психология», так в форме профессиональной переподготовки по направлениям психотерапии) и принимающие на обучение не только врачей, но и людей с психологическим и иногда другим образованием. Таким образом, де-факто психологи и иногда другие специалисты, помимо врачей-психотерапевтов получают квалификацию, позволяющую применять техники психотерапии в своей практике.
На Западе клинические психологи имеют право заниматься психотерапией наряду с врачами; в России психологи тоже играли очень значимую роль в психотерапевтической практике. В некоторых европейских странах понятие «психотерапевты» употребляется применительно к лицам, имеющим гуманитарное образование, не привязанное к медицинскому. При этом, например, в Германии психотерапевтом по закону имеют право называться люди с высшим психологическим или медицинским образованием, дополнительно прошедшие обучение психотерапевтическим методикам. Первые именуются «психологический психотерапевт» (нем. Psychologischer Psychotherapeut), вторые — «врачебный психотерапевт» (нем. Ärztlicher Psychotherapeut).
Зигмунд Фрейд писал, что для его метода медицинское образование необязательно. Обоснованию данного тезиса специально посвящена работа З. Фрейда «К вопросу о дилетантском анализе: Беседы с посторонним» (1926). За написание этого памфлета Фрейд взялся в связи с начатым весной 1926 года в Вене судебным процессом против Теодора Райка, знаменитого члена Венского психоаналитического объединения, который не имел медицинского образования. Т. Райк был обвинён в нарушении австрийского закона против шарлатанства — закона, объявлявшего противоправным, если человек, не имеющий медицинского диплома, лечил больных. Поясняя, что «дилетанты = не врачи», Фрейд выступил в защиту права «дилетантов» заниматься психоаналитической практикой:

Врач получил в медицинском училище образование, которое в общем-то противоположно тому, что потребовалось бы ему в качестве подготовки к психоанализу. Его внимание было направлено на объективно устанавливаемые анатомические, физические, химические факты… К душевной стороне феноменов жизни интерес не пробуждается, изучение высших психических проявлений к медицине никакого отношения не имеет.— Фрейд З. Соч. в 10 томах. Дополнительный том. М. : СТД, 2008. С. 321
Поскольку, по мнению Фрейда, причины невротических заболеваний коренятся не в теле, а в психике, то для оценки невротика, «равно как и для его лечения, медицинское обучение ничего не даёт, вообще ничего».

## Исследования эффективности психотерапии
Данные метаанализов показывают эффективность психотерапии, включая самые разные психологические методы помощи и психообразовательные программы. В частности, M. W. Lipsey, D. B. Wilson в 1993 году, обобщив в метаанализе данные сотен исследований различных видов психотерапии и психообразовательных программ, показали их эффективность.
Согласно данным двух других метаанализов, объединивших 29 и 56 различных исследований, психотерапия так же эффективна, как антидепрессанты, при лечении депрессий. В третьем метаанализе сделан вывод о некотором превосходстве антидепрессантов над психотерапией при лечении эндогенных депрессий. В метаанализе, проведённом в рамках проекта NIMH (Национальный институт психического здоровья США), сделан вывод, что при лечении пациентов с депрессией антидепрессанты превосходят психотерапию только в случае лечения тяжёлых депрессий.
Ещё один метаанализ показал равную эффективность психотерапии и комбинированного лечения (психотерапии в сочетании с медикаментами) при нетяжёлых расстройствах, однако при тяжёлых депрессиях комбинированное лечение продемонстрировало преимущества в сравнении с использованием психотерапии без медикаментов.
Более поздний метаанализ показал преимущества когнитивно-поведенческой психотерапии перед лечением антидепрессантами: эффект когнитивно-поведенческой терапии был выражен сильнее. В рамках этого же метаанализа выяснилось, что у пациентов, проходивших когнитивно-поведенческую психотерапию, повторные приступы отмечаются в 29,5 % случаев, а у прошедших лишь медикаментозное лечение — в 60 % случаев, то есть когнитивно-поведенческая терапия обнаруживает более существенный профилактический эффект по сравнению с антидепрессантами.
По данным метаанализа 1998 года, при лечении панических атак когнитивно-поведенческая психотерапия обладала более высоким показателем силы эффекта в сравнении с фармакологическим лечением и комбинированным лечением. Кроме того, при использовании когнитивно-поведенческой психотерапии меньшее количество пациентов прерывало лечение по сравнению с фармакологическим и комбинированным лечением.
Качество многих метаанализов, в которых сопоставляется психотерапия и медикаментозные методы лечения, подвергается критике. Тем не менее эффективность когнитивно-поведенческой психотерапии при лечении депрессивных и тревожных расстройств доказана достаточно надёжными метаанализами, и доказана эффективность психотерапии при лечении психических расстройств в целом.
Эффективность психотерапии подвергал критике известный психолог Г. Айзенк, утверждавший, что психотерапия не превосходит по своему действию плацебо. Несмотря на это, в 1996 году R. J. Grissom обобщил данные 46 метаанализов и показал превосходство психотерапии и над контрольной группой пациентов, находившихся в ожидании лечения, и над пациентами, получавшими вместо специфических форм психотерапии плацебо (поддерживающие беседы).
Ряд контролируемых исследований и метаанализов показал, что даже по прошествии трёх лет после проведения психотерапии её эффект сохраняется для значительного количества пациентов. Например, при алкогольной зависимости 30 % пациентов после курса психотерапии перестают употреблять алкоголь на длительный срок, а ещё 30 % существенно снижают количество потребляемого алкоголя. При лечении пациентов с пограничным расстройством личности проверка результатов психотерапии по истечении трёх лет доказала устойчивость достигнутого улучшения их функционирования.
В метаанализе, охватившем исследования, включающие в общей сложности свыше 2000 пациентов, обнаружилось, что 14 % пациентов демонстрируют улучшение ещё до первой сессии психотерапии, 53 % — после 8 еженедельных сессий, 75 % — после 26 еженедельных сессий, а 83 % — после 52. По данным ещё одного метаанализа, после 15 сессий психотерапии их терапевтический эффект примерно равен эффекту после двух лет спонтанного выздоровления. Наконец, третий метаанализ показал, что около 50 % пациентов, начавших лечение во время обострения, достигают клинически значимого улучшения после 21 сессии, и 75 % пациентов — после 50 сессий.
По данным ряда исследований, в ходе психотерапии примерно 5—10 % пациентов могут испытывать ухудшение состояния. Отмечалось, что особенно высок процент ухудшения у пациентов с пограничным расстройством личности и у пациентов с обсессивно-компульсивным расстройством. Факторами риска также являются выраженные межличностные проблемы у пациентов и более тяжёлое состояние в начале лечения; кроме того, ухудшению состояния пациентов в ходе лечения способствуют такие качества психотерапевта, как низкий уровень эмпатии, недооценка проблем клиента, негативный контрперенос. Ухудшение часто связано также с экспериментальными формами психотерапии, а для депрессий предиктором ухудшения может быть маленькое количество сессий.

## Эффективность психотерапии онлайн
Исследовать результативность дистанционной формы лечения ментальных проблем начали почти сразу, как она получила своё распространение. Так, уже в 2002 году психологи начинают задавать вопросы и дискутировать относительно эффективности онлайн-психотерапии. Например, в журнале Journal of Social Work Practice in the Addictions вышла статья-исследование об эффективности лечения зависимости средствами интернет-связи, которое начинают называть «электронной психотерапией».
В конце 2000-х годов эксперты начинают осознавать мощный потенциал дистанционной терапии по сравнению с традиционной формой, особенно для людей, не имеющих к ней доступа. Так, в 2009 году объектом исследования стали 113 пациентов с депрессией, получавших онлайн-терапию дополнительно к традиционным сеансам. 42 % пациентов из этой группы выздоровели в течение восьми месяцев, по сравнению с 26 % тех, кто не получал дополнительную дистанционную помощь.
Ведущий автор исследования, доктор Дэвид Кесслер из Бристольского университета дополнительно отметил, что собственноручное описание травматических событий в текстовом виде, дающее время остановиться и обдумать их, приносит дополнительный терапевтический эффект, помогает терапевтическому процессу. К тому же люди охотнее рассказывают о вещах, которые вызывают стыд или стигматизацию, когда общаются онлайн.
В наибольшем системном обзоре, существующем на сегодняшний день, исследователи из Университета МакМастер собрали и систематизировали данные 17 различных исследований, которые проводились за последние 20 лет. Клинические испытания, включённые в обзор, были сосредоточены на сравнении эффективности когнитивно-поведенческой терапии в электронном и традиционном виде при лечении большого депрессивного расстройства. При этом «электронным» сеансом считался любой опосредованный контакт терапевта с пациентом в формате видеоконференции, по телефону, электронной почте, переписке в чате и т. д.
Результаты показали, что дистанционная онлайн-терапия не только не уступает эффективности традиционной очной, но в ряде случаев превосходит её. Метаанализ делает вывод о наличии «умеренных доказательств», свидетельствующих о том, что эффективность онлайн психотерапии не уступает традиционному методу общения с психологом в офисе. А в некоторых случаях даже превосходит результаты очных сеансов. Это связано с тем, что клиент получает помощь психотерапевта, когда находится в комфортном месте, которое он сам и выбрал. Это позволяет настроиться на результат и не думать об отвлекающих факторах.

## Рекомендованная литература
- Психотерапия // Энциклопедия психотерапии / под ред. Б. Д. Карвасарского. — СПб., 1999.
- Психотерапия // Справочник по психиатрии / Под ред. А. В. Снежневского. — М.: Медицина, 1985. — С. 284—287. — 416 с.
- Александров А. А. Интегративная психотерапия. — СПб: Питер, 2009. — 352 с.: ил. — ISBN 978-5-388-00270-9.
- Александров А. А. Психотерапия : учебное пособие. — СПб: Питер, 2004.
- Амбулаторная и больничная психотерапия и медицинская психология. Мат. 1—8 Всероссийских общественных профессиональных медицинских психотерапевтических конференций / под ред А. И. Аппенянского, Ю. П. Бойко, В. Н. Краснова, В. И. Курпатова, Ю. С. Шевченко. — (1-я — 2003; 2-я — 2004; 3-я — 2005; 4-я — 2006; 5-я — 2007; 6-я — 2008; 7-я — 2009; 8-я − 2010). См. также сайт psychomed.nm.ru.
- Аппенянский А. И. Трудные вопросы психотерапевта // Амбулаторная и больничная психотерапия и медицинская психология. Мат. 1-й Всеросс. общ. профессиональной мед. психотер. конф. — М., 2003. — С. 149—185.
- Бурлачук Л. Ф., Грабская И. А., Кочарян А. С. Основы психотерапии. — К.: Ника-Центр; М.: Алетейа, 1999. — 320 с. — ISBN 966-521-029-7 («Ника-центр»), ISBN 5-89321-035-2 («Алетейа»).
- Бурлачук Л. Ф., Кочарян А. С., Жидко М. Е. Психотерапия : учебник для вузов.
- Зачепицкий Р. А., Карвасарский Б. Д. Вопросы соотношения осознаваемых и неосознаваемых форм психической деятельности в свете опыта патогенетической психотерапии неврозов // Бессознательное. — Тбилиси, 1978.
- Макаров В. В. Избранные лекции по психотерапии. — М.: Академический проект; Екатеринбург: Деловая книга, 1999. — 416 с.
  - Он же. Избранные лекции по психотерапии. — 2-е изд., перераб. и доп. — М.: Академический проект; Екатеринбург: Деловая книга, 2000. — 432 с. — ISBN 5-8291-0060-6 (Академический проект), ISBN 5-88687-078-4 (Деловая книга).
- Методы современной психотерапии : учебное пособие / сост. Л. М. Кроль, Е. А. Пуртова. — М.: «Класс», 2001. — 480 с. — (Библиотека психологии и психотерапии. Вып. 90). — ISBN 5-86375-033-2.
- Психотерапевтическая энциклопедия. — 2-е изд., доп. и перераб. — СПб., 2000.
- Психотерапия : учебник / под ред. Б. В. Карвасарского. — 2-е изд., перераб. и доп. — СПб.: Питер, 2002.
- Руководство по психотерапии / под ред. В. Е. Рожнова. — 2-е изд. — Ташкент: «Медицина УзССР», 1979. — 620 с.
  - Руководство по психотерапии / под ред. В. Е. Рожнова. — 3-е изд. — Ташкент: «Медицина УзССР», 1985. — 719 с. (В этом изд. удалён ряд статей, входивших в предыдущее изд.)
- Филатов А. Т., Скумин В. А. Психопрофилактика и психотерапия в кардиохирургии. — Киев: Здоровье, 1985. — 72 с. — (Б-ка практ. врача).
- Решетников М. М. Психотерапия — как концепция и как профессия // Независимый психиатрический журнал. — 2003. — № 2.
- Зорин Н. А. Доказательная медицина и психотерапия: совместимы ли они?